# Pandanus drupaceus
 (juillet 2025).
Espèce
Pandanus drupaceus est une espèce de plantes à fleurs de la famille des Pandanaceae endémique de l'île Maurice.

## Description
Pandanus drupaceus est un arbre bas, étalé, à ramification libre. Les branches décombantes peuvent s'étendre sur le sol et s'enraciner pour former de nouveaux arbres. Il n'y a que quelques racines pivotantes à la base du tronc, et l'écorce gris pâle est craquelée et fissurée.
Il se distingue facilement des espèces apparentées par ses rosettes de feuilles larges, plates, rigides et incurvées. Celles-ci ont des épines marginales rouge-orange seulement près de la pointe de la feuille, et non près de la base de la feuille. Pandanus rigidifolius est la seule autre espèce locale du genre Pandanus à avoir des feuilles rigides et incurvées, mais il s'agit d'une espèce décombante plus petite et ses feuilles sont plus petites et répliquées.
Le gros fruit de 20-25 cm est droit sur un court pédoncule. Chaque tête de fruit est remplie de vingt à trente drupes violettes, aplaties et anguleuses
,,.

## Répartition et habitat
Endémique de l'île Maurice, où Pandanus drupaceus était autrefois commune dans les hautes terres, cette espèce est encore présente dans les zones humides et les marais près de Midlands et de Plaine Champagne, mais aussi sur les affleurements rocheux plus secs.

## Systématique
Le nom correct complet (avec auteur) de ce taxon est Pandanus drupaceus Thouars.
Pandanus drupaceus a pour synonymes :
- Pandanus strigilis Carmich.
- Pandanus strigilis Carmich. ex Balf.f.
- Vinsonia drupacea (Thouars) Gaudich.